# Troisième circonscription de la Haute-Vienne
La troisième circonscription de la Haute-Vienne est l'une des trois circonscriptions législatives françaises que compte le département de la Haute-Vienne (87) situé en région Nouvelle-Aquitaine.

## Description géographique et démographique

### De 1958 à 1986
La troisième circonscription de la Haute-Vienne était composée de :
- Canton d'Ambazac
- Canton de Bellac
- Canton de Bessines-sur-Gartempe
- Canton de Châteauponsac
- Canton du Dorat
- Canton de Laurière
- Canton de Limoges-Ouest
- Canton de Magnac-Laval
- Canton de Mézières-sur-Issoire
- Canton de Nantiat
- Canton de Nieul
- Canton de Saint-Sulpice-les-Feuilles.

Source : Journal Officiel du 14-15 Octobre 1958.

### De 1986 à 2012
La troisième circonscription de la Haute-Vienne est délimitée par le découpage électoral de la loi n°86-1197 du 24 novembre 1986
, elle regroupe les 13 divisions administratives suivantes : 
- Canton de Bellac
- Canton de Bessines-sur-Gartempe
- Canton de Châteauponsac
- Canton du Dorat
- Canton de Laurière
- Canton de Limoges-Corgnac
- Canton de Limoges-Isle
- Canton de Limoges-Landouge
- Canton de Magnac-Laval
- Canton de Mézières-sur-Issoire
- Canton de Nantiat
- Canton de Nieul
- Canton de Saint-Sulpice-les-Feuilles.

D'après le recensement général de la population en 1999, réalisé par l'Institut national de la statistique et des études économiques (INSEE), la population totale de cette circonscription est estimée à 87512 habitants,.

### Depuis 2012
Depuis l'ordonnance n° 2009-935 du 29 juillet 2009, ratifiée par le Parlement français le 21 janvier 2010, la circonscription réunit 
- l'ensemble de l'ancienne troisième circonscription : cantons de Bellac, Bessines-sur-Gartempe, Châteauponsac, Laurière, Le Dorat, Limoges-Corgnac, Limoges-Isle, Limoges-Landouge, Magnac-Laval, Mézières-sur-Issoire, Nantiat, Nieul, Saint-Sulpice-les-Feuilles
- ainsi que trois cantons de l'ancienne première circonscription : cantons de Limoges-Beaupuy, Limoges-Puy-las-Rodas, Limoges-Couzeix.

## Historique des députations
| Législature | Début de mandat | Fin de mandat  | Député                        | Parti politique             | Observations |
| ----------- | --------------- | -------------- | ----------------------------- | --------------------------- | --- |
| Ire         | 9 décembre 1958 | 9 octobre 1962 | Louis Longequeue              | SFIO                        | Mandat écourté à la suite d'une dissolution parlementaire décidée par Charles de Gaulle.                                                                       |
| IIe         | 6 décembre 1962 | 2 avril 1967   | Louis Longequeue              | SFIO                        | |
| IIIe        | 3 avril 1967    | 30 mai 1968    | Louis Longequeue              | FGDS                        | Mandat écourté à la suite d'une dissolution parlementaire décidée par Charles de Gaulle.                                                                       |
| IVe         | 11 juillet 1968 | 1er avril 1973 | Louis Longequeue              | FGDS                        | |
| Ve          | 2 avril 1973    | 6 octobre 1977 | Louis Longequeue              | PS                          | Elu sénateur, il démissionne le 6 octobre 1977. Le siège est laissé vacant jusqu'aux prochaines élections.                                                     |
| VIe         | 3 avril 1978    | 22 mai 1981    | Jacques Jouve                 | PCF                         | Mandat écourté à la suite d'une dissolution parlementaire décidée par François Mitterrand.                                                                     |
| VIIe        | 2 juillet 1981  | 1er avril 1986 | Marcel Mocœur                 | PS                          | |
| VIIIe       | 2 avril 1986    | 14 mai 1988    | Aucun                         |                             | Proportionnelle par département, pas de député par circonscription. Mandat écourté à la suite d'une dissolution parlementaire décidée par François Mitterrand. |
| IXe         | 23 juin 1988    | 1er avril 1993 | Marcel Mocœur                 | PS                          | |
| Xe          | 2 avril 1993    | 21 avril 1997  | Jacques-Michel Faure,         | RPR,                        | Mandat écourté à la suite d'une dissolution parlementaire décidée par Jacques Chirac.                                                                          |
| XIe         | 12 juin 1997    | 18 juin 2002   | Marie-Françoise Pérol-Dumont, | PS,                         | |
| XIIe        | 19 juin 2002    | 19 juin 2007   | Marie-Françoise Pérol-Dumont, | PS,                         | |
| XIIIe       | 20 juin 2007    | 19 juin 2012   | Marie-Françoise Pérol-Dumont  | PS                          | |
| XIVe        | 20 juin 2012    | 20 juin 2017   | Catherine Beaubatie           | PS                          | |
| XVe         | 21 juin 2017    | 21 juin 2022   | Marie-Ange Magne              | LREM                        | |
| XVIe        | 22 juin 2022    | 9 juin 2024    | Manon Meunier                 | La France insoumise (NUPES) | Mandat écourté à la suite d'une dissolution parlementaire décidée par Emmanuel Macron.                                                                         |

## Historique des élections

### Élections de 1958
| Candidat       | Candidat             | Parti          | Premier tour | Premier tour | Second tour | Second tour |  |
| Candidat       | Candidat             | Parti          | Voix         | %            | Voix        | %           |  |
| -------------- | -------------------- | -------------- | ------------ | ------------ | ----------- | ----------- |  |
|                | Louis Longequeue élu | SFIO           | 23 763       | 42,95        | 33 403      | 65,05       |  |
|                | Jean Tricart         | PCF            | 17 404       | 31,45        | 17 946      | 34,95       |  |
|                | Albert Besse         | MRP            | 12 138       | 21,94        | Retrait     | Retrait     |  |
|                | René Gauthier        | UFF            | 2 027        | 3,66         |             |             |  |
|                |                      |                |              |              |             |             |  |
| Inscrits       | Inscrits             | Inscrits       | 79 799       | 100,00       | 79 774      | 100,00      |  |
| Abstentions    | Abstentions          | Abstentions    | 22 878       | 28,67        | 26 425      | 33,12       |  |
| Votants        | Votants              | Votants        | 56 921       | 71,33        | 53 349      | 66,88       |  |
| Blancs et nuls | Blancs et nuls       | Blancs et nuls | 1 589        | 2,79         | 2 000       | 3,75        |  |
| Exprimés       | Exprimés             | Exprimés       | 55 332       | 97,21        | 51 349      | 96,25       |  |

Le suppléant de Louis Longequeue était André Foussat, conseiller général du canton de Nieul, maire de Chaptelat.

### Élections de 1962
| Candidat       | Candidat                       | Parti          | Premier tour | Premier tour | Second tour | Second tour |  |
| Candidat       | Candidat                       | Parti          | Voix         | %            | Voix        | %           |  |
| -------------- | ------------------------------ | -------------- | ------------ | ------------ | ----------- | ----------- |  |
|                | Louis Longequeue sortant réélu | SFIO           | 16 502       | 33,76        | 28 255      | 60,22       |  |
|                | Jean Tricart                   | PCF            | 16 372       | 33,5         | Retrait     | Retrait     |  |
|                | M. Richard                     | UNR-UDT        | 12 751       | 26,09        | 18 665      | 39,78       |  |
|                | Jean Dufour                    | MRP            | 3 251        | 6,65         | Retrait     | Retrait     |  |
|                |                                |                |              |              |             |             |  |
| Inscrits       | Inscrits                       | Inscrits       | 80 417       | 100,00       | 80 358      | 100,00      |  |
| Abstentions    | Abstentions                    | Abstentions    | 29 930       | 37,22        | 29 337      | 36,51       |  |
| Votants        | Votants                        | Votants        | 50 487       | 62,78        | 51 021      | 63,49       |  |
| Blancs et nuls | Blancs et nuls                 | Blancs et nuls | 1 611        | 3,19         | 4 101       | 8,04        |  |
| Exprimés       | Exprimés                       | Exprimés       | 48 876       | 96,81        | 46 920      | 91,96       |  |

Le suppléant de Louis Longequeue était André Foussat.

### Élections de 1967
| Candidat       | Candidat                       | Parti          | Premier tour | Premier tour | Second tour | Second tour |  |
| Candidat       | Candidat                       | Parti          | Voix         | %            | Voix        | %           |  |
| -------------- | ------------------------------ | -------------- | ------------ | ------------ | ----------- | ----------- |  |
|                | Louis Longequeue sortant réélu | SFIO (FGDS)    | 21 513       | 33,16        | 40 337      | 63,58       |  |
|                | Alphonse Denis                 | PCF            | 20 826       | 32,1         | Retrait     | Retrait     |  |
|                | Pierre Mazeaud                 | UD-Ve          | 19 552       | 30,13        | 23 105      | 36,42       |  |
|                | Jacques Dordet                 | CD (PDM)       | 2 995        | 4,62         |             |             |  |
|                |                                |                |              |              |             |             |  |
| Inscrits       | Inscrits                       | Inscrits       | 82 257       | 100,00       | 82 248      | 100,00      |  |
| Abstentions    | Abstentions                    | Abstentions    | 15 887       | 19,31        | 16 599      | 20,18       |  |
| Votants        | Votants                        | Votants        | 66 370       | 80,69        | 65 649      | 79,82       |  |
| Blancs et nuls | Blancs et nuls                 | Blancs et nuls | 1 484        | 2,24         | 2 207       | 3,36        |  |
| Exprimés       | Exprimés                       | Exprimés       | 64 886       | 97,76        | 63 442      | 96,64       |  |

Le suppléant de Louis Longequeue était André Cluzeau, Vice-Président du Conseil général, maire de Bellac.

### Élections de 1968
| Candidat       | Candidat                       | Parti          | Premier tour | Premier tour | Second tour | Second tour |  |
| Candidat       | Candidat                       | Parti          | Voix         | %            | Voix        | %           |  |
| -------------- | ------------------------------ | -------------- | ------------ | ------------ | ----------- | ----------- |  |
|                | Philippe Chabassier            | UDR (URP)      | 23 204       | 36,63        | 26 763      | 43,66       |  |
|                | Louis Longequeue sortant réélu | SFIO (FGDS)    | 20 155       | 31,81        | 34 540      | 56,34       |  |
|                | Alphonse Denis                 | PCF            | 18 280       | 28,85        | Retrait     | Retrait     |  |
|                | Daniel Angleraud               | PSU            | 1 716        | 2,71         |             |             |  |
|                |                                |                |              |              |             |             |  |
| Inscrits       | Inscrits                       | Inscrits       | 81 823       | 100,00       | 81 825      | 100,00      |  |
| Abstentions    | Abstentions                    | Abstentions    | 17 172       | 20,99        | 19 135      | 23,39       |  |
| Votants        | Votants                        | Votants        | 64 651       | 79,01        | 62 690      | 76,61       |  |
| Blancs et nuls | Blancs et nuls                 | Blancs et nuls | 1 296        | 2            | 1 387       | 2,21        |  |
| Exprimés       | Exprimés                       | Exprimés       | 63 355       | 98           | 61 303      | 97,79       |  |

Le suppléant de Louis Longequeue était André Cluzeau.

### Élections de 1973
| Candidat       | Candidat                       | Parti          | Premier tour | Premier tour | Second tour | Second tour |  |
| Candidat       | Candidat                       | Parti          | Voix         | %            | Voix        | %           |  |
| -------------- | ------------------------------ | -------------- | ------------ | ------------ | ----------- | ----------- |  |
|                | Louis Longequeue sortant réélu | PS (UGSD)      | 25 791       | 36,86        | 45 431      | 64,84       |  |
|                | Daniel Bonnet                  | PCF            | 20 770       | 29,69        | Retrait     | Retrait     |  |
|                | Paul Petit                     | UDR (URP)      | 19 373       | 27,69        | 24 636      | 35,16       |  |
|                | Paul Manigaud                  | PSU            | 2 249        | 3,21         |             |             |  |
|                | Jean-Claude Nogrette           | LO             | 1 780        | 2,54         |             |             |  |
|                |                                |                |              |              |             |             |  |
| Inscrits       | Inscrits                       | Inscrits       | 90 340       | 100,00       | 90 406      | 100,00      |  |
| Abstentions    | Abstentions                    | Abstentions    | 17 757       | 19,66        | 17 725      | 19,61       |  |
| Votants        | Votants                        | Votants        | 72 583       | 80,34        | 72 681      | 80,39       |  |
| Blancs et nuls | Blancs et nuls                 | Blancs et nuls | 2 620        | 3,61         | 2 614       | 3,6         |  |
| Exprimés       | Exprimés                       | Exprimés       | 69 963       | 96,39        | 70 067      | 96,4        |  |

Le suppléant de Louis Longequeue était Marcel Mocœur, conseiller général, maire de Châteauponsac.
Louis Longequeue est élu sénateur le 25 septembre 1977.

### Élections de 1978
| Candidat       | Candidat          | Parti          | Premier tour | Premier tour | Second tour | Second tour |  |
| Candidat       | Candidat          | Parti          | Voix         | %            | Voix        | %           |  |
| -------------- | ----------------- | -------------- | ------------ | ------------ | ----------- | ----------- |  |
|                | Jacques Jouve élu | PCF            | 24 980       | 29,54        | 47 556      | 55,95       |  |
|                | Marcel Mocœur     | PS             | 23 788       | 28,13        | Retrait     | Retrait     |  |
|                | Paul Petit        | RPR            | 16 383       | 19,37        | 37 446      | 44,05       |  |
|                | Henri Pouret      | UDF (Rad)      | 15 701       | 18,57        | Retrait     | Retrait     |  |
|                | Marie Celer       | PSU (FA)       | 1 759        | 2,08         |             |             |  |
|                | Martial Hernandez | LO             | 1 441        | 1,7          |             |             |  |
|                | Christian Hubert  | UOPDP          | 510          | 0,6          |             |             |  |
|                |                   |                |              |              |             |             |  |
| Inscrits       | Inscrits          | Inscrits       | 103 523      | 100,00       | 103 514     | 100,00      |  |
| Abstentions    | Abstentions       | Abstentions    | 16 537       | 15,97        | 14 578      | 14,08       |  |
| Votants        | Votants           | Votants        | 86 986       | 84,03        | 88 936      | 85,92       |  |
| Blancs et nuls | Blancs et nuls    | Blancs et nuls | 2 424        | 2,79         | 3 934       | 4,42        |  |
| Exprimés       | Exprimés          | Exprimés       | 84 562       | 97,21        | 85 002      | 95,58       |  |

Le suppléant de Jacques Jouve était René Buxeraud, conseiller général, maire de Saint-Sulpice-les-Feuilles.

### Élections de 1981
| Candidat       | Candidat                  | Parti          | Premier tour | Premier tour | Second tour | Second tour |  |
| Candidat       | Candidat                  | Parti          | Voix         | %            | Voix        | %           |  |
| -------------- | ------------------------- | -------------- | ------------ | ------------ | ----------- | ----------- |  |
|                | Marcel Mocœur élu         | PS             | 28 092       | 37,37        | 48 167      | 100,00      |  |
|                | Jacques Jouve sortant     | PCF            | 23 430       | 31,17        | Retrait     | Retrait     |  |
|                | Pierre Baillot d'Estivaux | diss. RPR      | 11 607       | 15,44        |             |             |  |
|                | Marc Buchet               | RPR            | 10 045       | 13,36        |             |             |  |
|                | André Christophe          | PSU            | 1 316        | 1,75         |             |             |  |
|                | Daniel Mournetas          | LO             | 683          | 0,91         |             |             |  |
|                |                           |                |              |              |             |             |  |
| Inscrits       | Inscrits                  | Inscrits       | 105 288      | 100,00       | 105 284     | 100,00      |  |
| Abstentions    | Abstentions               | Abstentions    | 28 730       | 27,29        | 39 684      | 37,69       |  |
| Votants        | Votants                   | Votants        | 76 558       | 72,71        | 65 600      | 62,31       |  |
| Blancs et nuls | Blancs et nuls            | Blancs et nuls | 1 385        | 1,81         | 17 433      | 26,57       |  |
| Exprimés       | Exprimés                  | Exprimés       | 75 173       | 98,19        | 48 167      | 73,43       |  |

La suppléante de Marcel Mocœur était Monique Taverna, de Limoges.

### Élections de 1988
| Candidat       | Candidat             | Parti           | Premier tour | Premier tour | Second tour | Second tour |  |
| Candidat       | Candidat             | Parti           | Voix         | %            | Voix        | %           |  |
| -------------- | -------------------- | --------------- | ------------ | ------------ | ----------- | ----------- |  |
|                | Marcel Mocœur élu    | PS              | 19 600       | 43,42        | 29 448      | 63,83       |  |
|                | Henri Bouvet sortant | UDF (Rad) (URC) | 12 571       | 27,85        | 16 685      | 36,17       |  |
|                | Jacques Jouve        | PCF             | 10 209       | 22,62        | Retrait     | Retrait     |  |
|                | Marc Verger          | FN              | 2 759        | 6,11         |             |             |  |
|                |                      |                 |              |              |             |             |  |
| Inscrits       | Inscrits             | Inscrits        | 67 457       | 100,00       | 67 446      | 100,00      |  |
| Abstentions    | Abstentions          | Abstentions     | 20 903       | 30,99        | 18 955      | 28,1        |  |
| Votants        | Votants              | Votants         | 46 554       | 69,01        | 48 491      | 71,9        |  |
| Blancs et nuls | Blancs et nuls       | Blancs et nuls  | 1 415        | 3,04         | 2 358       | 4,86        |  |
| Exprimés       | Exprimés             | Exprimés        | 45 139       | 96,96        | 46 133      | 95,14       |  |

Le suppléant de Marcel Mocœur était Claude Lanfranca, médecin biologiste, adjoint au maire de Limoges.

### Élections de 1993
| Candidat       | Candidat                 | Parti          | Premier tour | Premier tour | Second tour | Second tour |  |
| Candidat       | Candidat                 | Parti          | Voix         | %            | Voix        | %           |  |
| -------------- | ------------------------ | -------------- | ------------ | ------------ | ----------- | ----------- |  |
|                | Jacques-Michel Faure élu | RPR (UPF)      | 16 883       | 37,31        | 24 694      | 53,33       |  |
|                | Bernard Brouille         | PS (ADFP)      | 10 469       | 23,14        | 21 613      | 46,67       |  |
|                | Jean-Claude Fauvet       | diss. PCF      | 4 274        | 9,45         |             |             |  |
|                | Marcel Bayle             | Les Verts (EÉ) | 4 245        | 9,38         |             |             |  |
|                | Annie Barbier            | PCF            | 4 200        | 9,28         |             |             |  |
|                | Maxime Labesse           | FN             | 3 203        | 7,08         |             |             |  |
|                | Daniel Mournetas         | LO             | 1 303        | 2,88         |             |             |  |
|                | André Morla              | LT-LNÉ         | 673          | 1,49         |             |             |  |
|                |                          |                |              |              |             |             |  |
| Inscrits       | Inscrits                 | Inscrits       | 67 540       | 100,00       | 67 538      | 100,00      |  |
| Abstentions    | Abstentions              | Abstentions    | 18 322       | 27,13        | 16 762      | 24,82       |  |
| Votants        | Votants                  | Votants        | 49 218       | 72,87        | 50 776      | 75,18       |  |
| Blancs et nuls | Blancs et nuls           | Blancs et nuls | 3 968        | 8,06         | 4 469       | 8,8         |  |
| Exprimés       | Exprimés                 | Exprimés       | 45 250       | 91,94        | 46 307      | 91,2        |  |

Le suppléant de Jacques-Michel Faure était Jean-Marie Thoury, de Limoges.

### Élections de 1997
| Candidat       | Candidat                         | Parti          | Premier tour | Premier tour | Second tour | Second tour |  |
| Candidat       | Candidat                         | Parti          | Voix         | %            | Voix        | %           |  |
| -------------- | -------------------------------- | -------------- | ------------ | ------------ | ----------- | ----------- |  |
|                | Marie-Françoise Pérol-Dumont élu | PS             | 14 684       | 33,18        | 28 464      | 60,62       |  |
|                | Jacques-Michel Faure sortant     | RPR            | 12 553       | 28,37        | 18 489      | 39,38       |  |
|                | Annie Barbier                    | PCF            | 6 859        | 15,5         |             |             |  |
|                | Maxime Labesse                   | FN             | 3 615        | 8,17         |             |             |  |
|                | Daniel Mournetas                 | LO             | 1 677        | 3,79         |             |             |  |
|                | Michel Kopciowski                | Divers gauche  | 1 421        | 3,21         |             |             |  |
|                | Jean-Pol Voeltzel                | Les Verts      | 1 196        | 2,7          |             |             |  |
|                | Véronique Éoche-Duval            | MPF (LDI)      | 1 101        | 2,49         |             |             |  |
|                | Olivier Escure                   | GÉ             | 760          | 1,72         |             |             |  |
|                | Alain Maraillat                  | MÉI            | 388          | 0,88         |             |             |  |
|                | Serge CoussotDuteis              | Divers gauche  | 1            | 0            |             |             |  |
|                |                                  |                |              |              |             |             |  |
| Inscrits       | Inscrits                         | Inscrits       | 66 109       | 100,00       | 66 104      | 100,00      |  |
| Abstentions    | Abstentions                      | Abstentions    | 18 457       | 27,92        | 15 673      | 23,71       |  |
| Votants        | Votants                          | Votants        | 47 652       | 72,08        | 50 431      | 76,29       |  |
| Blancs et nuls | Blancs et nuls                   | Blancs et nuls | 3 397        | 7,13         | 3 478       | 6,9         |  |
| Exprimés       | Exprimés                         | Exprimés       | 44 255       | 92,87        | 46 953      | 93,1        |  |

Le suppléant de Marie-Françoise Pérol-Dumont était Bernard Brouille, conseiller général du canton de Bessines-sur-Gartempe, maire de Bessines-sur-Gartempe, garagiste.

### Élections de 2002
| Candidat       | Candidat                                     | Parti          | Premier tour | Premier tour | Second tour | Second tour |  |
| Candidat       | Candidat                                     | Parti          | Voix         | %            | Voix        | %           |  |
| -------------- | -------------------------------------------- | -------------- | ------------ | ------------ | ----------- | ----------- |  |
|                | Marie-Françoise Pérol-Dumont sortante réélue | PS             | 18 933       | 41,92        | 24 616      | 57,78       |  |
|                | Béatrice Martineau                           | UMP            | 13 357       | 29,58        | 17 988      | 42,22       |  |
|                | Jean-Baptiste Millon                         | FN             | 2 905        | 6,43         |             |             |  |
|                | Jean-Pierre Normand                          | PCF            | 2 392        | 5,3          |             |             |  |
|                | Jean-Marie Thoury                            | UDF            | 2 337        | 5,17         |             |             |  |
|                | Marie-Agnès Clausse-Artaud                   | LCR            | 1 168        | 2,59         |             |             |  |
|                | Raymond Desenfant                            | CPNT           | 1 158        | 2,56         |             |             |  |
|                | Michèle Lage                                 | Les Verts      | 1 032        | 2,29         |             |             |  |
|                | Daniel Mournetas                             | LO             | 702          | 1,55         |             |             |  |
|                | Martine Guéret                               | MPF            | 450          | 1            |             |             |  |
|                | Alain Bertrand                               | MÉI            | 380          | 0,84         |             |             |  |
|                | Alain Rougevin-Baville                       | MNR            | 347          | 0,77         |             |             |  |
|                | Serge Coussot                                | Divers gauche  | 2            | 0            |             |             |  |
|                |                                              |                |              |              |             |             |  |
| Inscrits       | Inscrits                                     | Inscrits       | 66 436       | 100,00       | 66 433      | 100,00      |  |
| Abstentions    | Abstentions                                  | Abstentions    | 19 798       | 29,8         | 21 878      | 32,93       |  |
| Votants        | Votants                                      | Votants        | 46 638       | 70,2         | 44 555      | 67,07       |  |
| Blancs et nuls | Blancs et nuls                               | Blancs et nuls | 1 475        | 3,16         | 1 951       | 4,38        |  |
| Exprimés       | Exprimés                                     | Exprimés       | 45 163       | 96,84        | 42 604      | 95,62       |  |

Le suppléant de Marie-Françoise Pérol-Dumont était Bernard Brouille.

### Élections de 2007
| Candidat       | Candidat                                     | Parti          | Premier tour | Premier tour | Second tour | Second tour |  |
| Candidat       | Candidat                                     | Parti          | Voix         | %            | Voix        | %           |  |
| -------------- | -------------------------------------------- | -------------- | ------------ | ------------ | ----------- | ----------- |  |
|                | Marie-Françoise Pérol-Dumont sortante réélue | PS             | 20 346       | 46,59        | 26 631      | 62,33       |  |
|                | Béatrice Martineau                           | UMP            | 13 529       | 30,98        | 16 093      | 37,67       |  |
|                | Nadine Rivet                                 | UDF–MoDem      | 2 391        | 5,48         |             |             |  |
|                | Jean Pouyet                                  | LCR            | 1 448        | 3,32         |             |             |  |
|                | Francis Dauliac                              | PCF            | 1 393        | 3,19         |             |             |  |
|                | Nicole Daccord                               | FN             | 1 181        | 2,7          |             |             |  |
|                | Ghislaine Jeannot-Pagès                      | Les Verts      | 1 118        | 2,56         |             |             |  |
|                | Raymond Desenfant                            | CPNT           | 705          | 1,61         |             |             |  |
|                | Sylvie Persent                               | MPF            | 474          | 1,09         |             |             |  |
|                | Daniel Mournetas                             | LO             | 423          | 0,97         |             |             |  |
|                | Thierry Villéger                             | Divers         | 340          | 0,78         |             |             |  |
|                | Bernard Tayane                               | MNR            | 175          | 0,4          |             |             |  |
|                | Drifa El Harouat                             | NC             | 148          | 0,34         |             |             |  |
|                |                                              |                |              |              |             |             |  |
| Inscrits       | Inscrits                                     | Inscrits       | 66 257       | 100,00       | 66 256      | 100,00      |  |
| Abstentions    | Abstentions                                  | Abstentions    | 21 578       | 32,57        | 22 010      | 33,22       |  |
| Votants        | Votants                                      | Votants        | 44 679       | 67,43        | 44 246      | 66,78       |  |
| Blancs et nuls | Blancs et nuls                               | Blancs et nuls | 1 008        | 2,26         | 1 522       | 3,44        |  |
| Exprimés       | Exprimés                                     | Exprimés       | 43 671       | 97,74        | 42 724      | 96,56       |  |

### Élections de 2012
Les élections législatives françaises de 2012 ont eu lieu les dimanches 10 et 17 juin 2012.
|                                            | Catherine Beaubatie     | PS             | 17 080 | 33,58  | 27 539 | 58,12  |  |  |  |  |  |
|                                            | Jean-Marc Gabouty       | PR-UMP         | 12 501 | 24,58  | 19 842 | 41,88  |  |  |  |  |  |
|                                            | Monique Boulestin*      | PRG            | 7 947  | 15,62  |        |        |  |  |  |  |  |
|                                            | Catherine Laporte       | FN             | 6 079  | 11,95  |        |        |  |  |  |  |  |
|                                            | Daniel Clérembaux       | NPA            | 4 237  | 8,33   |        |        |  |  |  |  |  |
|                                            | Ghislaine Jeannot-Pagès | EELV           | 1 187  | 2,33   |        |        |  |  |  |  |  |
|                                            | Philippe Hervé          | AEI            | 743    | 1,46   |        |        |  |  |  |  |  |
|                                            | Constance Foucault      | PCD            | 739    | 1,45   |        |        |  |  |  |  |  |
|                                            | Daniel Mournetas        | LO             | 353    | 0,69   |        |        |  |  |  |  |  |
| Inscrits                                   | Inscrits                | Inscrits       | 83 525 | 100,00 | 83 518 | 100,00 |  |  |  |  |  |
| Abstentions                                | Abstentions             | Abstentions    | 31 545 | 37,77  | 33 087 | 39,62  |  |  |  |  |  |
| Votants                                    | Votants                 | Votants        | 51 980 | 62,23  | 50 431 | 60,38  |  |  |  |  |  |
| Blancs et nuls                             | Blancs et nuls          | Blancs et nuls | 1 114  | 2,14   | 3 050  | 6,05   |  |  |  |  |  |
| Exprimés                                   | Exprimés                | Exprimés       | 50 866 | 97,86  | 47 381 | 93,95  |  |  |  |  |  |
| * député sortant de la 1re circonscription |                         |                |        |        |        |        |  |  |  |  |  |

Résultats de 2007 : Marie-Françoise Pérol-Dumont (PS) 62,33 %, Béatrice Martineau (UMP) 37,67 %
Le taux de participation fut de 62,23 % au premier tour, et de 60,38 % au deuxième tour.

### Élections de 2017
| Candidat       | Candidat                     | Parti          | Premier tour | Premier tour | Second tour | Second tour |  |
| Candidat       | Candidat                     | Parti          | Voix         | %            | Voix        | %           |  |
| -------------- | ---------------------------- | -------------- | ------------ | ------------ | ----------- | ----------- |  |
|                | Marie-Ange Magne élue        | LREM           | 17 116       | 37,65        | 21 369      | 62,78       |  |
|                | Guillaume Guérin             | LR (UDC)       | 7 303        | 16,07        | 12 668      | 37,22       |  |
|                | Pierre-Edouard Pialat        | LFI            | 6 250        | 13,75        |             |             |  |
|                | Catherine Beaubatie sortante | PS             | 5 836        | 12,84        |             |             |  |
|                | Vincent Gérard               | FN             | 4 604        | 10,13        |             |             |  |
|                | Isabelle Couturier           | PCF (ADS)      | 1 376        | 3,03         |             |             |  |
|                | Marcel Bayle                 | EÉLV           | 1 316        | 2,90         |             |             |  |
|                | Christophe Joulia            | DLF            | 634          | 1,39         |             |             |  |
|                | Daniel Mournetas             | LO             | 400          | 0,88         |             |             |  |
|                | Amandine Cassegrain          | PA             | 366          | 0,81         |             |             |  |
|                | Isabelle Falipou             | UPR            | 255          | 0,56         |             |             |  |
|                |                              |                |              |              |             |             |  |
| Inscrits       | Inscrits                     | Inscrits       | 83 063       | 100,00       | 83 058      | 100,00      |  |
| Abstentions    | Abstentions                  | Abstentions    | 36 345       | 43,76        | 42 825      | 51,56       |  |
| Votants        | Votants                      | Votants        | 46 718       | 56,24        | 40 233      | 48,44       |  |
| Blancs et nuls | Blancs et nuls               | Blancs et nuls | 1 262        | 2,7          | 6 196       | 15,4        |  |
| Exprimés       | Exprimés                     | Exprimés       | 45 456       | 97,3         | 34 037      | 84,6        |  |

### Élections de 2022
| Candidat       | Candidat            | Parti                              | Premier tour | Premier tour | Second tour | Second tour |  |
| Candidat       | Candidat            | Parti                              | Voix         | %            | Voix        | %           |  |
| -------------- | ------------------- | ---------------------------------- | ------------ | ------------ | ----------- | ----------- |  |
|                | Manon Meunier élue  | LFI (NUPES)                        | 13 079       | 31,68        | 19 551      | 52,10       |  |
|                | Geoffroy Sardin     | LREM (ENS)                         | 8 384        | 20,31        | 17 976      | 47,90       |  |
|                | Albin Freychet      | RN                                 | 8 117        | 19,68        |             |             |  |
|                | Gilles Toulza       | LR (UDC)                           | 4 177        | 10,12        |             |             |  |
|                | Vincent Léonie      | Divers centre (PRV diss., AC, ÉMP) | 3 082        | 7,46         |             |             |  |
|                | Antoine Ardant      | REC (MC, CNIP, VIA)                | 1 695        | 4,11         |             |             |  |
|                | Corinne Brossard    | LMR                                | 772          | 1,87         |             |             |  |
|                | Nazih Saboune       | Divers centre (LREM diss.)         | 772          | 1,87         |             |             |  |
|                | Daniel Mournetas    | LO                                 | 679          | 1,64         |             |             |  |
|                | Amandine Cassegrain | POC (RP&S)                         | 530          | 1,28         |             |             |  |
|                |                     |                                    |              |              |             |             |  |
| Inscrits       | Inscrits            | Inscrits                           | 82 045       | 100,00       | 82 050      | 100,00      |  |
| Abstentions    | Abstentions         | Abstentions                        | 38 915       | 47,43        | 39 921      | 48,65       |  |
| Votants        | Votants             | Votants                            | 43 130       | 52,57        | 42 129      | 51,35       |  |
| Blancs et nuls | Blancs et nuls      | Blancs et nuls                     | 1 843        | 4,27         | 4 602       | 10,92       |  |
| Exprimés       | Exprimés            | Exprimés                           | 41 287       | 95,73        | 37 527      | 89,08       |  |

### Élections de 2024
| Candidat                 | Candidat                 | Parti et coalition       | Nuance                   | Premier tour | Premier tour | Second tour | Second tour |
| Candidat                 | Candidat                 | Parti et coalition       | Nuance                   | Voix         | %            | Voix        | %           |
| ------------------------ | ------------------------ | ------------------------ | ------------------------ | ------------ | ------------ | ----------- | ----------- |
|                          | Manon Meunier            | LFI (NFP)                | UG                       | 19 494       | 35,18        | 23 095      | 40,76       |
|                          | Albin Freychet           | RN                       | RN                       | 19 310       | 34,85        | 20 992      | 37,05       |
|                          | Gilles Toulza            | LR (UDC)                 | DVC                      | 14 768       | 26,65        | 12 573      | 22,19       |
|                          | Zohra Radjetti           | DLF                      | DSV                      | 1 044        | 1,88         |             |             |
|                          | Daniel Mournetas         | LO                       | EXG                      | 797          | 1,44         |             |             |
|                          |                          |                          |                          |              |              |             |             |
| Suffrages exprimés       | Suffrages exprimés       | Suffrages exprimés       | Suffrages exprimés       | 55 413       | 95,40        | 56 660      | 96,42       |
| Votes blancs             | Votes blancs             | Votes blancs             | Votes blancs             | 1 551        | 2,67         | 1 277       | 2,17        |
| Votes nuls               | Votes nuls               | Votes nuls               | Votes nuls               | 1 122        | 1,93         | 826         | 1,41        |
| Total                    | Total                    | Total                    | Total                    | 58 086       | 100          | 58 763      | 100         |
| Abstention               | Abstention               | Abstention               | Abstention               | 23 307       | 28,64        | 22 651      | 27,82       |
| Inscrits / participation | Inscrits / participation | Inscrits / participation | Inscrits / participation | 81 393       | 71,36        | 81 414      | 72,18       |